# Jusznica deszczowa
Jusznica deszczowa (Haematopota pluvialis) – gatunek muchówki z podrzędu krótkoczułkich i rodziny bąkowatych, rozsiedlony w prawie całej Palearktyce. Larwy są geofilne, czyli przechodzą rozwój w glebie. Dorosłe samice są hematofagami (odżywiają się krwią zwierząt stałocieplnych, w tym ludzi), a ich ukłucia są bolesne. Razem z kilkoma innymi gatunkami owadów, nazywa się ją potocznie „muchą końską”

## Taksonomia
Gatunek ten został opisany w 1758 roku przez Karola Linneusza jako Tabanus pluvialis. Później umieszczany był w rodzaju Chrysozona, by ostatecznie trafić do rodzaju Haematopota.

## Opis

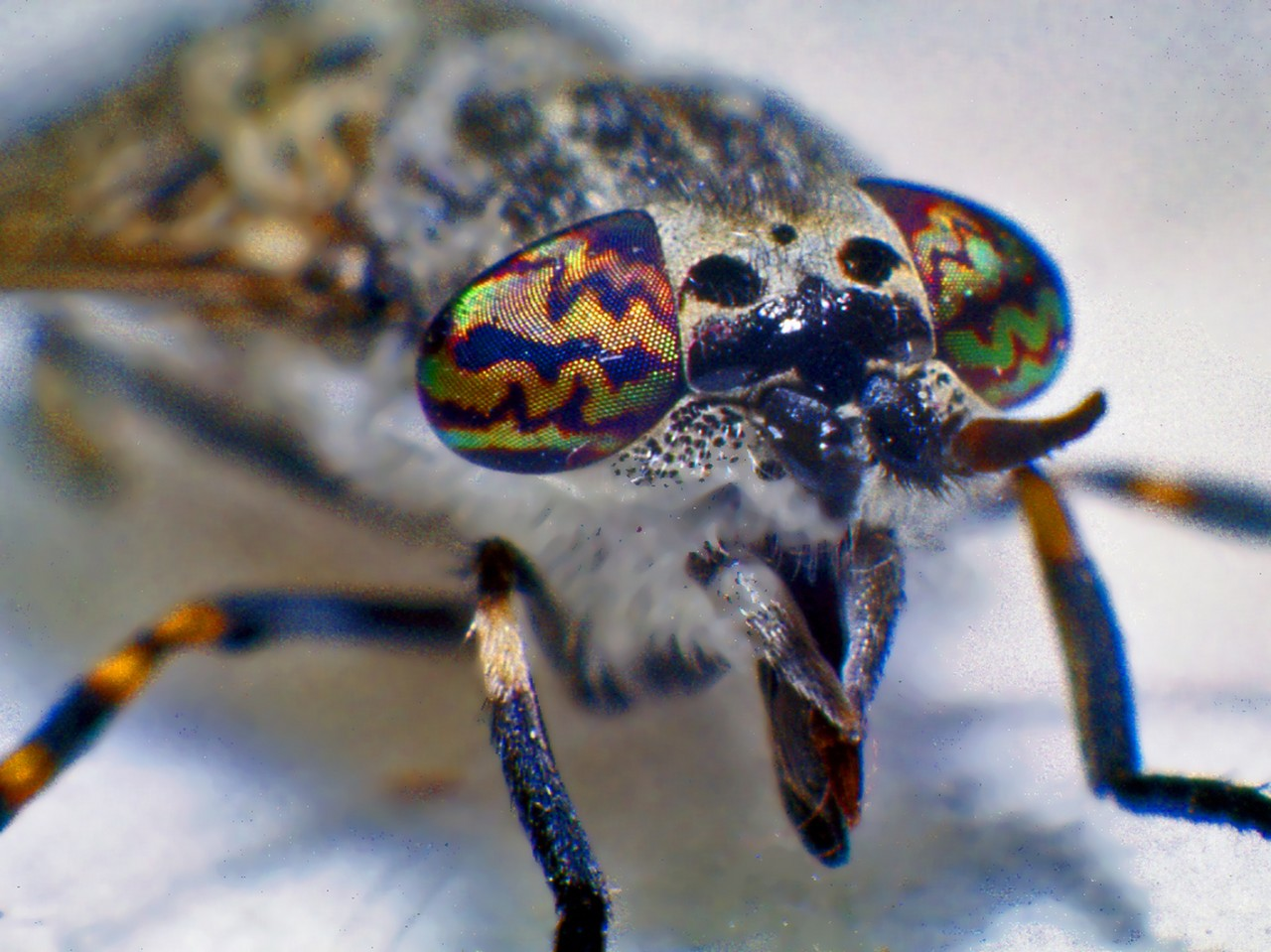
Twarz samicy

Muchówka długości od 8 do 12 mm o ciele wysmukłym, skrzydłach pokrytych brunatnymi plamami, a odwłoku o bokach równoległych.
Samice mają oczy rozdzielone czołem (muchówki dychoptyczne), a ciało ubarwione oliwkowobrunatnie. Czułki o członie nasadowym krótkim, krótszym od wysokości czoła, słabo rozdętym, pośrodku rozszerzonym, wyraźnie przewężonym na końcu, błyszczącym, a członie trzecim częściowo brunatnożółtym. Czoło szerokie, opatrzone jajowatym znamieniem środkowym i okrągłymi znamionami bocznymi. Na ciemnobrązowych oczach samic występują cztery poziome strefy połyskującego, tęczopodobnego ubarwienia. Wzór pasa położonego najbardziej grzbietowo jest prosto tęczowy, podczas gdy wzory pozostałych są podwójnie tęczowe, przechodzące od czerwonego przez zielony, niebieski i znów zielony, z powrotem do czerwonego.
Samce mają oczy połączone (muchówki holoptyczne). Czułki o członie nasadowym eliptycznym, silnie rozdętym, do dwóch razy dłuższym niż szerokim, całkowicie czarnym, opylonym po stronie grzbietowej. Odwłok o stronie brzusznej czarnej, opylonej inaczej niż niebieskoszaro, a na bokach tergitów z brunatnymi plamami.

## Biologia i ekologia

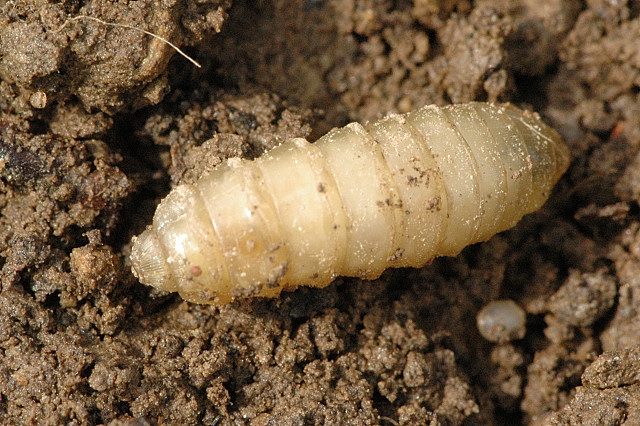
Larwa

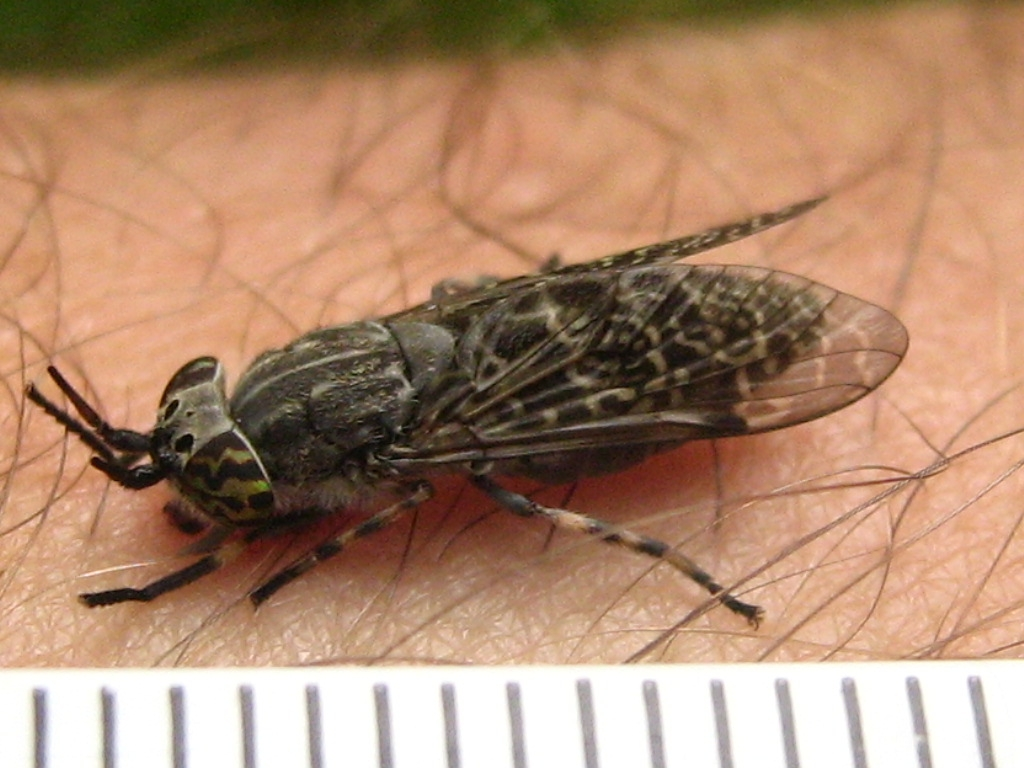
Samica w trakcie posiłku

Dorosłe samice są hematofagami, żywiącymi się krwią zwierząt stałocieplnych (w tym człowieka). Boleśnie kłują, szczególnie przed burzą. Spotykane są w Europie Środkowej w lasach od maja do późnej jesieni. Larwy tego gatunku są lądowe, czym wyróżniają się od większości bąkowatych. Należą do grupy ekologicznej geofilnych bąkowatych, które rozwijają się w wilgotnych glebach w dużej odległości od zbiorników wodnych.
Samice w warunkach laboratoryjnych składały jaja głównie na źdźbłach traw, unikając miejsc podmokłych. W badaniach terenowych Burgessa i innych larwy znajdowane były na nieużytkach i w mniejszym stopniu na polach uprawnych, natomiast żadnych nie znaleziono na brzegach strumieni, w glebie podmokłej, ściółce czy gnijącej materii roślinnej, co potwierdziło zdanie Camerona, że jusznice te preferują siedliska suchsze.
Według Camerona w warunkach laboratoryjnych ilość stadiów larwalnych u tego gatunku sięga dziesięciu, jednak Burgessowi i innym nie udało się znaleźć w terenie larw dalszych niż siódme ze stadiów. Według Camerona dziesięć stadiów pojawia się tylko po przemrożeniu larw, gdyż okres mrozu jest niezbędny do ich pełnego rozwoju. Cykl rozwojowy larwy trwa co najmniej rok. Poczwarki znajdywane były przez Burgessa u nasady źdźbeł traw, częściowo zagrzebane. Stadium poczwarki trwa krótko.

## Rozprzestrzenienie
Gatunek pospolity w całej Palearktyce, z wyjątkiem jej pustynnych obszarów. W Europie nienotowany jedynie z Białorusi, niektórych wysp Morza Śródziemnego, mniejszych państw (Andora, Monako, San Marino itp.) oraz terenów północnych (jak Islandia czy Svalbard).